# Cantón de Basilea-Campiña
El cantón de Basilea-Campiña o Basilea-Campaña (BL, en alemán: Basel-Landschaft; en francés: Bâle-Campagne; en italiano: Basilea Campagna; en romanche: Basilea-Champagna) es un cantón suizo cuya capital es Liestal.

## Historia
El semicantón de Basilea-Campiña formaba, junto con el semicantón de Basilea-Ciudad, el cantón de Basilea. En la época romana el territorio de Basilea era un centro de actividades romano. En las cercanías se han encontrado restos de una población en la que vivían unas 20.000 personas alrededor del año 200 d. C., llamada Augusta Raurica, que comprende entre otras cosas un anfiteatro y la reconstrucción de un pueblo romano. Actualmente, el museo es visitado por cerca de 140.000 personas al año.
El semicantón de Basilea-Campiña es resultado de los territorios conquistados por la ciudad de Basilea, su antigua capital a finales del siglo XVI. Tras la llegada de Napoleón en 1798, la Campiña se alía con la ciudad. Desde el punto de vista económico, la Campiña dependía de la ciudad, quizás por el bajo nivel educativo en las áreas rurales. La ciudad de Basilea fue y sigue siendo el centro económico y cultural de los dos cantones.
En 1830, después de que llegase la calma a la región, las discusiones políticas comenzaron en el cantón. Algunos sectores de la población de la Campiña se sublevaron contra el poder central del cantón, alegando que el área rural había sido olvidada, por lo que el 26 de agosto de 1833 se consumó la separación en Basilea-Ciudad y Basilea-Campiña.
A principios de 1900 se empezó a gestar en los dos cantones un movimiento de reunificación cuando se industrializó la Campiña. Las dos mitades del cantón acordaron entonces la reunificación del cantón de Basilea, pero en 1969 la población de Basilea-Campiña votó en un referéndum a favor de mantener la independencia. Tras un referéndum en 1994, el distrito de Laufen pasó del Cantón de Berna al cantón de Basilea-Campiña. Se cree que las diferencias económicas entre los dos cantones fueron la razón que hizo cambiar de opinión a la población.

## Geografía
El semicantón de Basilea-Campiña se encuentra en el norte de Suiza. Limita con el semicantón de Basilea-Ciudad al norte, Soleura al sur, Jura al oeste y Argovia al este, con Alemania y Francia al norte. Las montañas del Jura lo atraviesan.

## Economía
Los principales productos agrícolas del cantón son: fruta, productos caseros y cría de ganado bovino. Los sectores industriales más importantes son el textil, metalúrgico y químico.
Desde el siglo XVII hasta finales del XX, la agricultura era de mucha importancia para el cantón; pero a partir de 1850, varias industrias, entre las cuales cabe destacar la química y la farmacéutica, se instalaron en Basilea, convirtiéndola en una de las zonas más ricas de Suiza.

## Regiones

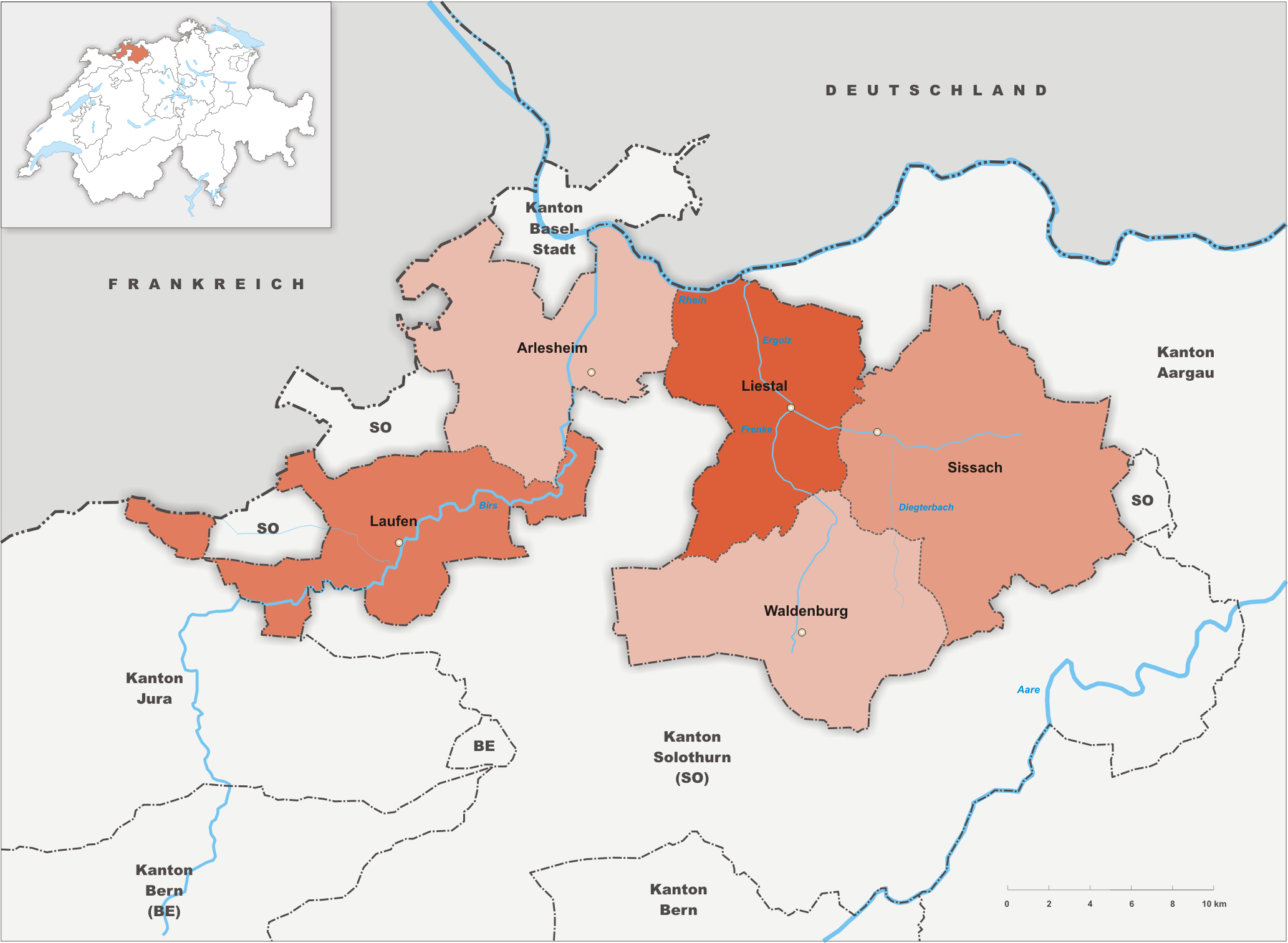
Distritos del cantón de Basilea-Campiña.

Las nueve comunas del distrito de Arlesheim pertenecían a la diócesis de Basilea. En 1792 las tropas francesas ocuparon el distrito y en 1793 estas tierras fueron anexadas a Francia. En 1815 tras el Congreso de Viena, el distrito se une a Basilea.
El distrito de Laufental tiene una historia parecida a la de Arlesheim. La diferencia es que en 1815, luego del congreso de Viena, el Laufental fue unido al cantón de Berna. En 1979, con la creación del Cantón del Jura, el distrito de Laufental se vuelve un exclave del cantón de Berna, por lo que en 1980 los habitantes del distrito deciden unirse al cantón de Basilea-Campiña, unión que entró en vigor el 1° de enero de 1994, tras un gran proceso administrativo.
- Distrito de Arlesheim, con capital en Arlesheim
- Distrito de Laufen, con capital en Laufen
- Distrito de Liestal, con capital en Liestal
- Distrito de Sissach, con capital en Sissach
- Distrito de Waldemburgo, con capital en Waldenburg

## Demografía
La población es de lengua alemana. La mayoría son protestantes.